# Seznam medailistů na letních olympijských hrách v dráhové cyklistice – ženy
Kompletní přehled všech olympijských medailistek v dráhové cyklistice žen. V současnosti jsou na programu LOH tato disciplína Keirin (od roku 2012), Omnium (od roku 2012), sprint (jednotlivkyně) (od roku 1988), sprint (družstva) (od roku 2012) a stíhací závod (družstva) (od roku 2012).

## Současné disciplíny

### Keirin
| Rok      | Zlato                                        | Stříbro                                 | Bronz                                   |
| -------- | -------------------------------------------- | --------------------------------------- | --------------------------------------- |
| LOH 2012 | Victoria Pendletonová · Velká Británie (GBR) | Kuo Šuang · Čína (CHN)                  | Lee Wai Sze · Hongkong (HKG)            |
| LOH 2016 | Elis Ligtleeová · Nizozemsko (NED)           | Becky Jamesová · Velká Británie (GBR)   | Anna Mearesová · Austrálie (AUS)        |
| LOH 2020 | Shanne Braspennincxová · Nizozemsko (NED)    | Ellesse Andrewsová · Nový Zéland (NZL)  | Lauriane Genestová · Kanada (CAN)       |
| LOH 2024 | Ellesse Andrewsová · Nový Zéland (NZL)       | Hetty van de Wouwová · Nizozemsko (NED) | Emma Finucaneová · Velká Británie (GBR) |

### Madison
| Rok      | Zlato                                                      | Stříbro                                                 | Bronz                                                         |
| -------- | ---------------------------------------------------------- | ------------------------------------------------------- | ------------------------------------------------------------- |
| LOH 2020 | Velká Británie (GBR) · Katie Archibaldová · Laura Kennyová | Dánsko (DEN) · Amalie Dideriksenová · Julie Lethová     | Sportovci ROV (ROC) · Gulnaz Khatuntseva · Maria Novolodskaya |
| LOH 2024 | Itálie (ITA) · Chiara Consonniová · Vittoria Guazziniová   | Velká Británie (GBR) · Elinor Barkerová · Neah Evansová | Nizozemsko (NED) · Maike van der Duinová · Lisa van Belleová  |

### Omnium
| Rok      | Zlato                                              | Stříbro                                        | Bronz                                  |
| -------- | -------------------------------------------------- | ---------------------------------------------- | -------------------------------------- |
| LOH 2012 | Laura Trottová · Velká Británie (GBR)              | Sarah Hammerová · Spojené státy americké (USA) | Annette Edmondsonová · Austrálie (AUS) |
| LOH 2016 | Laura Trottová · Velká Británie (GBR)              | Sarah Hammerová · Spojené státy americké (USA) | Jolien D'Hooreová · Belgie (BEL)       |
| LOH 2020 | Jennifer Valenteová · Spojené státy americké (USA) | Jumi Kadžihara · Japonsko (JPN)                | Kirsten Wildová · Nizozemsko (NED)     |

### Sprint (jednotlivkyně)
| Rok      | Zlato                                        | Stříbro                                                  | Bronz                                       |
| -------- | -------------------------------------------- | -------------------------------------------------------- | ------------------------------------------- |
| LOH 1988 | Erika Salumäeová · Sovětský svaz (URS)       | Christa Ludingová · Německá demokratická republika (GDR) | Connie Young · Spojené státy americké (USA) |
| LOH 1992 | Erika Salumäeová · Estonsko (EST)            | Annett Neumann · Německo (GER)                           | Ingrid Haringa · Nizozemsko (NED)           |
| LOH 1996 | Félicia Ballangerová · Francie (FRA)         | Michelle Ferris · Austrálie (AUS)                        | Ingrid Haringa · Nizozemsko (NED)           |
| LOH 2000 | Félicia Ballangerová · Francie (FRA)         | Oksana Grishina · Rusko (RUS)                            | Iryna Yanovych · Ukrajina (UKR)             |
| LOH 2004 | Lori-Ann Muenzer · Kanada (CAN)              | Tamilla Abassova · Rusko (RUS)                           | Anna Meares · Austrálie (AUS)               |
| LOH 2008 | Victoria Pendletonová · Velká Británie (GBR) | Anna Meares · Austrálie (AUS)                            | Kuo Šuang · Čína (CHN)                      |
| LOH 2012 | Anna Meares · Austrálie (AUS)                | Victoria Pendletonová · Velká Británie (GBR)             | Kuo Šuang · Čína (CHN)                      |
| LOH 2016 | Kristina Vogelová · Německo (GER)            | Becky Jamesová · Velká Británie (GBR)                    | Katy Marchantová · Velká Británie (GBR)     |
| LOH 2020 | Kelsey Mitchellová · Kanada (CAN)            | Olena Starikova · Ukrajina (UKR)                         | Lee Wai-sze · Hongkong (HKG)                |

### Sprint (družstva)
| Rok      | Zlato                                         | Stříbro                                             | Bronz                                                       |
| -------- | --------------------------------------------- | --------------------------------------------------- | ----------------------------------------------------------- |
| LOH 2012 | Německo (GER) · Kristina Vogel · Miriam Welte | Čína (CHN) · Kung Ťin-ťie · Kuo Šuang               | Austrálie (AUS) · Anna Meares · Kaarle McCulloch            |
| LOH 2016 | Čína (CHN) · Kung Ťin-ťie · Čung Tchien-š’    | Rusko (RUS) · Daria Shmelevaová · Anastasia Voynová | Německo (GER) · Miriam Welte · Kristina Vogel               |
| LOH 2020 | Čína (CHN) · Pao Šan-ťü · Čung Tchien-š’      | Německo (GER) · Lea Friedrichová · Emma Hinzeová    | Sportovci ROV (ROC) · Daria Shmelevaová · Anastasia Voynová |

### Stíhací závod (družstva)
| Rok      | Zlato                                                                                               | Stříbro | Bronz |
| -------- | --------------------------------------------------------------------------------------------------- | --- | --- |
| LOH 2012 | Velká Británie (GBR) · Dani Kingová · Joanna Rowsellová · Laura Trottová                            | Spojené státy americké (USA) · Dotsie Bauschová · Sarah Hammerová · Lauren Tamayoová                       | Kanada (CAN) · Gillian Carletonová · Jasmin Glaesserová · Tara Whittenová                                         |
| LOH 2016 | Velká Británie (GBR) · Katie Archibaldová · Laura Trottová · Elinor Barkerová · Joanna Rowsellová · | Spojené státy americké (USA) · Sarah Hammerová · Kelly Catlinová · Chloe Dygertová · Jennifer Valenteová · | Kanada (CAN) · Allison Beveridgeová · Jasmin Glaesserová · Kirsti Layová · Georgia Simmerlingová · Laura Brownová |
| LOH 2020 | Německo (GER) · Franziska Braußeová · Lisa Brennauerová · Lisa Kleinová · Mieke Krögerová           | Velká Británie (GBR) · Katie Archibaldová · Laura Kennyová · Neah Evansová · Josie Knightová               | Spojené státy americké (USA) · Chloé Dygertová · Megan Jastrabová · Jennifer Valenteová · Emma Whiteová           |